# Jerry Rigters
Jerry Rigters alias De Lepe (Den Haag, 1965) is een Nederlands crimineel van Surinaamse afkomst.
Rigters heeft volgens het Openbaar Ministerie een roemrucht verleden, en staat te boek als 'een van de grootste en zwaarste criminelen' van regio Haaglanden. Hij werd rond 1995 voor de eerste keer beschoten door Servische sluipschutters wegens grootschalige drugsdelicten. Na vier jaar raakte hij in conflict met een Marokkaanse drugssmokkelaar die hem de schuld gaf van een gewelddadige ripdeal.
In 1999 werd hij het slachtoffer van de Haagse drugsdealer Hammadi B., alias Taxi. Deze was eerder al in beeld als opdrachtgever van andere twee moordaanslagen uit begin 1999. Na een nieuw conflict over een drugsdeal, waarbij B. zwaar was mishandeld, zou deze een huurmoordenaar uit Oekraïne hebben ingehuurd om Rigters te laten liquideren. De huurmoordenaar schoot in Rigters' café The Untouchables een andere cafégast dood, toen bleek dat Rigters niet aanwezig was. Een tweede klant die werd neergeschoten overleefde de aanslag en raakte invalide.
Enkele maanden later werd Rigters alsnog beschoten. Na zijn ontslag uit het ziekenhuis werd hij direct gearresteerd. Hij werd tot zes jaar gevangenisstraf veroordeeld wegens drugs- en wapenhandel. Op 8 januari 2008 was hij opnieuw het slachtoffer van een liquidatiepoging. De Peugeot 206 waarin hij op de A13 richting Den Haag reed werd toen opgeblazen door explosieven onder zijn auto. Met beenletsel werd hij per ambulance overgebracht naar het ziekenhuis in Delft. Als gevolg van de aanslag moest hij een middelvinger missen.

## Moordpoging
Begin september kwam Rigters weer in het nieuws, toen bleek dat Justitie hem voor lange tijd wilde laten opsluiten voor een reeks aan zeer gewelddadige drugs- en geweldsdelicten. In 2002 moest hij ook al voorkomen wegens afpersing, fraude, vuurwapenbezit, hasjtransporten en een moordpoging op zijn broer en zus. Op 25 juli 2008 zou hij Patrick T. uit Doetinchem hebben neergeschoten. Het motief van de schietpartij lag volgens het Openbaar Ministerie in de relationele sfeer. Tegen het slachtoffer was aangifte gedaan ter zake van verkrachting, maar het OM maakte niet duidelijk door wie. Rigters en zijn vriendin Selma K. stelden dat het slachtoffer K. een dag eerder had verkracht. K. bezocht daarop Patrick T. en schoot hem met haar eigen wapen neer, aldus beide verdachten. Het Openbaar Ministerie meende dat ook Rigters die dag op het slachtoffer had geschoten. In januari 2009 werd Selma K. tot twee jaar gevangenisstraf veroordeeld, terwijl Rigters werd vrijgesproken. T. bleef verdachte in de verkrachtingszaak.